# Dragon Ball – The Movie: Son-Gokus erstes Turnier
Dragon Ball – The Movie: Son-Gokus erstes Turnier (jap. ドラゴンボール　魔訶不思議大冒険, Doragon Bōru: Makafushigi Daibōken, dt. „Dragon Ball: Das äußerst wundersame große Abenteuer“) ist der dritte Kinofilm der Anime-Serie Dragon Ball, die auf der gleichnamigen Manga-Reihe von Akira Toriyama basiert.

## Handlung
Son-Goku und Krillin haben ihr Training beim Herrn der Schildkröten beendet und wollen ihre Kräfte beim Kampfsport-Turnier im Kaiserreich Mifan messen. Dessen Kaiser Chao-Zu ist allerdings unglücklich darüber, dass seine geliebte „Ran Ran“ verschwunden ist. Sein Minister, der Herr der Kraniche, rät ihm, die Dragonballs zu suchen, um sich von Shenlong die Rückkehr von Ran Ran zu wünschen. Tatsächlich plant er jedoch die Ermordung des Herrschers. Hinter dieser Intrige steckt auch sein Bruder Tao Bai Bai und Tenshinhan, der Leibwächter des Königs.
An dem Turnier nimmt auch der Indianer Bora teil, da der Kaiser dem Gewinner einen Wunsch erfüllt und er möchte, dass die Soldaten, die auf der Suche nach den Dragonballs sind, seinen Wald verlassen. Tao Bai Bai besiegt und tötet ihn jedoch in einem Kampf. Wütend greift Son-Goku ein, doch Tao Bai Bais Energiestrahl „Dodonpa“ schleudert ihn meilenweit davon. Er landet im Quittenwald und trifft die merkwürdige Arale. Kurz darauf spürt Tao Bai Bai ihn auf, verliert jedoch gegen Arale. Als Tao Bai Bai versucht, die beiden mit Dynamit zu überlisten, kommt er selbst um.
Unterdessen soll Tenshinhan ein Attentat auf den Kaiser verüben. Allerdings bringt er es nicht fertig, da er Chao-Zu zu sehr mag. Stattdessen jagt er den Herrn der Kraniche in die Luft. Anschließend gibt er Chao-Zu Ran Ran zurück, die sich als Porzellanpuppe herausstellt. Zum Schluss erweckt Son-Goku mit Hilfe der Dragonballs den Drachen Shenlong und wünscht sich, dass Bora wieder lebt.

## Produktion
Der Film feierte seine Premiere am 9. Juli 1988 beim Toei Cartoon Festival in Japan. In Deutschland erschien er am 25. August 2004 auf DVD.

### Synchronisation
| Rolle             | Originalsprecher | Deutscher Sprecher  |
| ----------------- | ---------------- | ------------------- |
| Son-Goku          | Masako Nozawa    | Ann Vielhaben       |
| Krillin           | Mayumi Tanaka    | Wanja Gerick        |
| Bulma             | Hiromi Tsuru     | Sonja Spuhl         |
| Yamchu            | Tōru Furuya      | Karlo Hackenberger  |
| Oolong            | Naoki Tatsuta    | Bernhard Völger     |
| Pool              | Naoko Watanabe   | Viktoria Voigt      |
| Muten-Roshi       | Kōhei Miyauchi   | Karl Schulz         |
| Lunch             | Mami Koyama      | Sabine Winterfeldt  |
| Tenshinhan        | Hirotaka Suzuoki | Julien Haggége      |
| Herr der Kraniche | Ichirō Nagai     | Michael Pan         |
| Tao Bai Bai       | Chikao Ōtsuka    | Klaus Lochthove     |
| Chao-Zu           | Hiroko Emori     | Julia Blankenburg   |
| Bora              | Banjō Ginga      | Frank Muth          |
| Arale             | Mami Koyama      | Marie-Luise Schramm |
| Schildkröte       | Daisuke Gōri     | Matthias Klages     |
| Shenlong          | Kenji Utsumi     | Wolfgang Ziffer     |
| Turnier-Ansager   | Kenji Utsumi     | Tom Deininger       |
| Erzähler          | Jōji Yanami      | Roland Hemmo        |